# Odin (satellite)
Odin è un satellite svedese dedicato alla ricerca astrofisica e aeronomica. Nel campo dell'astrofisica viene utilizzato per lo studio della formazione stellare, mentre nel campo dell'aeronomia è utilizzato per studiare il buco nell'ozono e gli effetti del riscaldamento globale.
Odin è stato sviluppato dall'Agenzia spaziale svedese, ma è un progetto internazionale al quale hanno collaborato le agenzie spaziali di Finlandia (TEKES), Canada (CSA) e Francia (CNES). È stato lanciato con un razzo Start-1 il 20 febbraio 2001 dal cosmodromo di Svobodnyj, in Russia.
Nell'aprile 2007, gli astronomi hanno annunciato la scoperta da parte di Odin di nubi interstellari composte da ossigeno molecolare.

## Strumenti
Lo strumento principale dell'Odin è un radiometro che utilizza un telescopio da 1,1 m, progettato per essere utilizzato sia per missioni astronomiche che aeronomiche. Il radiometro funziona a 486–580 GHz e a 119 GHz. Il secondo strumento a bordo è l'OSIRIS (spettrografo ottico e sistema di imaging a infrarossi).